# Pantelejmon Jegorovič Benardos
Pantelejmon Jegorovič Benardos (rusko Пантелеймон Его́рович Бенардо́с), ruski general grškega rodu, * 1761, † 1839.
Bil je eden izmed pomembnejših generalov, ki so se borili med Napoleonovo invazijo na Rusijo; posledično je bil njegov portret dodan v Vojaško galerijo Zimskega dvorca.

## Življenje
24. avgusta 1775 je vstopil v grško srednjo šolo ter Artilerijsko in inženirsko vojaško šolo poljskega plemstva. 16. junija 1781 je bil povišan v zastavnika ter dodeljen Schlisseberškemu pehotnemu polku. 1. januarja 1786 je bil premeščen v Jekaterinoslavski lovski korpus. Bojeval se je proti Turkom v letih 1787-91 ter proti Poljakom v letih 1791 in 1794. 
29. septembra 1802 je bil imenovan za poveljnika Niženovgorodskega mušketirskega polka ter 5. marca 1806 za poveljnika Vladimirskega mušketirskega polka; slednji je bil 22. februarja 1807 preoblikovan v pehotni polk. Z njim se je udeležil bojev proti Francozom v letih 1806-07. 12. decembra 1807 je bil povišan v generalmajorja. 
Med patriotsko vojno leta 1812 je poveljeval 1. brigadi 18. pehotne divizije. 16. marca 1816 je bil odpuščen iz vojaške službe. 